# Naughty Girl (bài hát của Holly Valance)
"Naughty Girl" là bài hát pop được sáng tác bởi Grant Black, Cozi Costi, Deborah Ffrench và Brio Taliaferro, được sản xuất bởi Phil Thornalley. Holly Valance thu âm ca khúc này cho album phòng thu đầu tiên của cô là Footprints. Đây là ca khúc thứ ba và cũng là cuối cùng trong album Footprints. "Naughty Girl" được phát hành dưới dạng đĩa đơn CD vào cuối năm 2002 và đứng vị thứ #3 trên bảng xếp hạng của Úc. Tại Anh, ca khúc đứng thứ #16, đây cũng là hit có thành tích kém hơn hai đĩa đơn khác cũng nằm trong album Footprints của Valance là "Kiss Kiss" (vị thứ #1) và "Down Boy" (vị thứ #2).

## Danh sách ca khúc
UK CD single 1
1. "Naughty Girl" (Radio Edit)
2. "Naughty Girl" (Ernie Lake vocal mix)
3. "Naughty Girl" (Bare Brush vibe mix)
4. "Naughty Girl" (K-Klass full length mix)

Australian CD single 1
1. "Naughty Girl" — 3:26
2. "Naughty Girl" (Ernie Lake hustle mix) — 5:42
3. "Naughty Girl" (E&B vocal dub) — 5:40
4. "Naughty Girl" (Bare Brush mix) — 4:57

CD Single 2
1. "Naughty Girl" (phiên bản album)
2. "Naughty Girl" (K-Klass radio edit)
3. "Twist"
4. "Naughty Girl" (video)

## Xếp hạng
| Bảng xếp hạng (2003)          | Vị thứ |
| ----------------------------- | ------ |
| Australian ARIA Singles Chart | 3      |
| Austria Singles Chart         | 56     |
| Finland Singles Chart         | 14     |
| Germany Singles Chart         | 52     |
| Italy Singles Chart           | 27     |
| Netherlands Singles Chart     | 39     |
| Spain Singles Chart           | 19     |
| UK Singles Chart              | 16     |